# La Motte (Côtes-d'Armor)
La Motte is een gemeente in het Franse departement Côtes-d'Armor (regio Bretagne). De plaats maakt deel uit van het arrondissement Saint-Brieuc. La Motte telde op 1 januari 2022 2.159 inwoners.

## Geografie
De oppervlakte van La Motte bedroeg op 1 januari 2022 43,03 vierkante kilometer; de bevolkingsdichtheid was toen 50,2 inwoners per km².
De onderstaande kaart toont de ligging van La Motte met de belangrijkste infrastructuur en aangrenzende gemeenten.

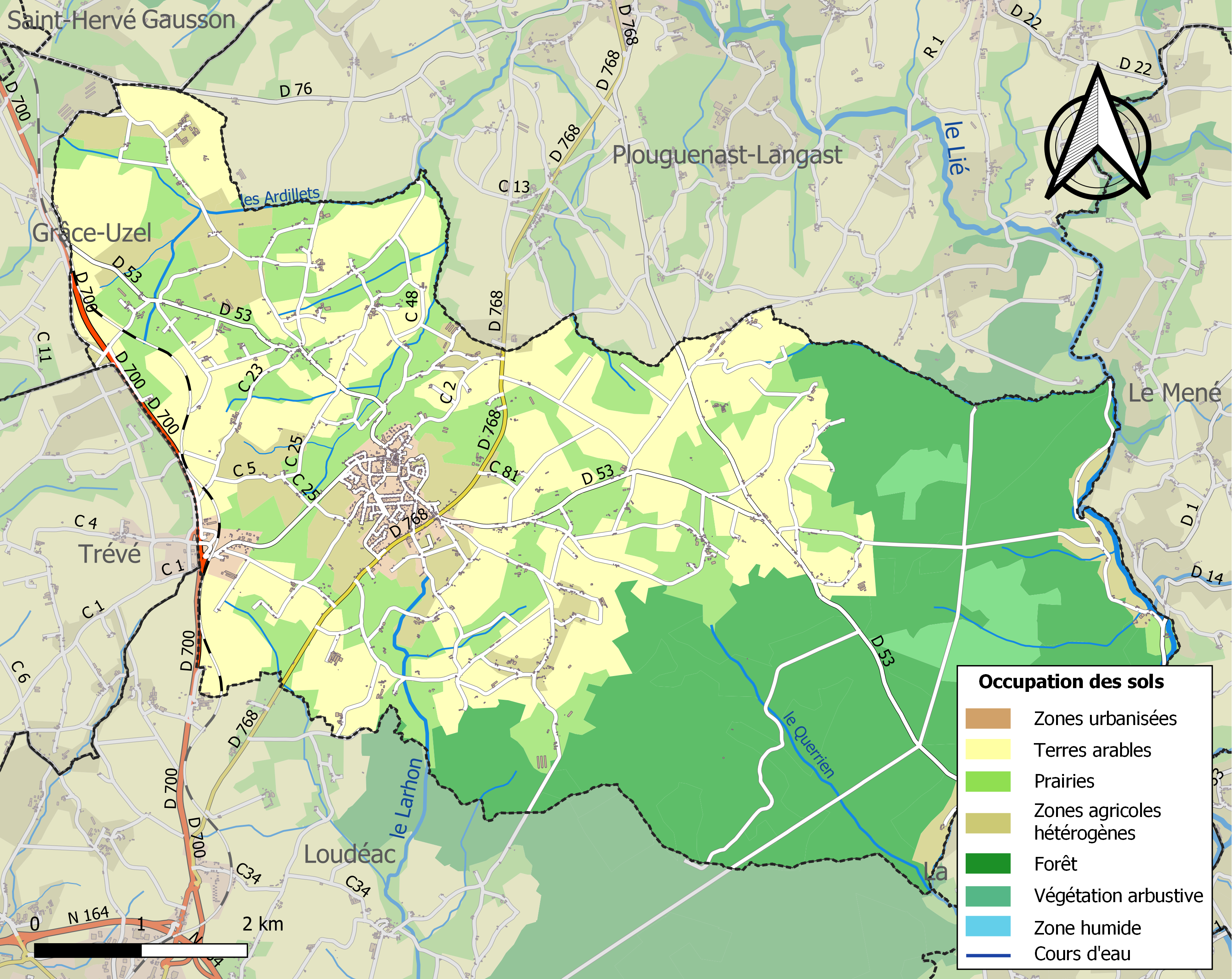

## Demografie
Onderstaande figuur toont het verloop van het inwonertal (bron: INSEE-tellingen).